# Руткевичи (Щучинский район)
Руткевичи (бел. Рутке́вічы) — агрогородок в Щучинском районе Гродненской области Беларуси. Входит в состав Рожанковского сельсовета.

## География
Пролегает дорога Н-6264.
Ближайшие населённые пункты Климовщина, Макеевцы, Щучин и др.

### Гидрография
Рядом расположены озера.

## История
В 1905 году в Рожанковской волости Лидского уезда Виленской губернии.
До 25 февраля 1961 года Руткевичи входили в состав Щучинского сельсовета.
В 2011 году деревня Руткевичи преобразована в агрогородок.

## Население

### Численность
- 2019 год — 304 жителей

### Динамика
- 1999 год — 514 человек (перепись населения)
- 2009 год — 471 человек (перепись населения)[3]
- 2019 год — 304 жителей (перепись населения)

## Достопримечательность
- Руткевичский парк[5] — памятник природы республиканского значения. Заложен во второй половине XVIII — начале XIX века, регулярного типа, с элементами более поздней пейзажной планировки. Сохранились 4 небольшие террасы, фрагменты липовых присад.
- Фольварк Полонских.
- Братская могила.
- Музей холодной войны «Бункер-77» (недалеко от аг. Руткевичи).

## Галерея

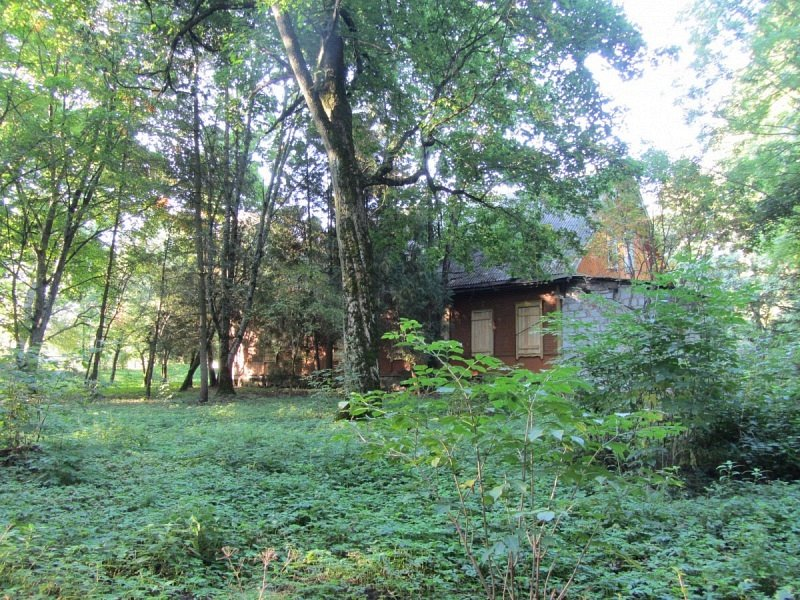
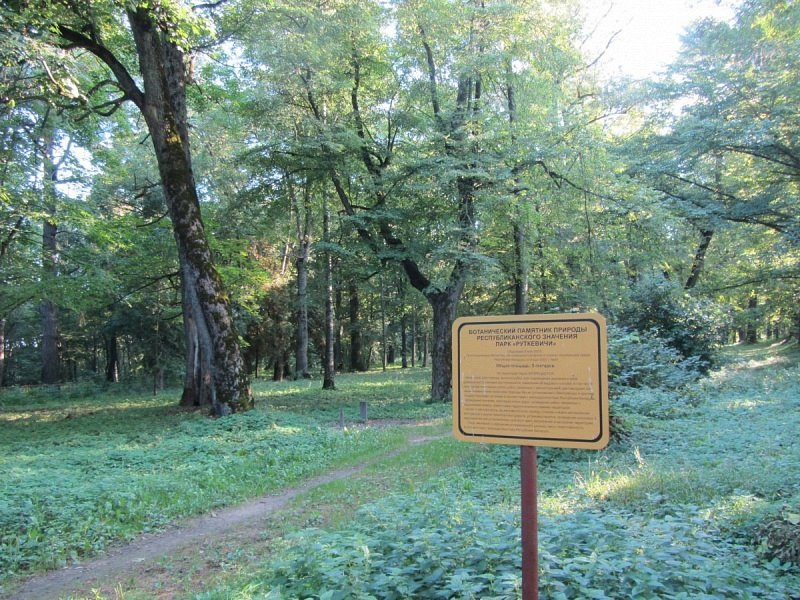
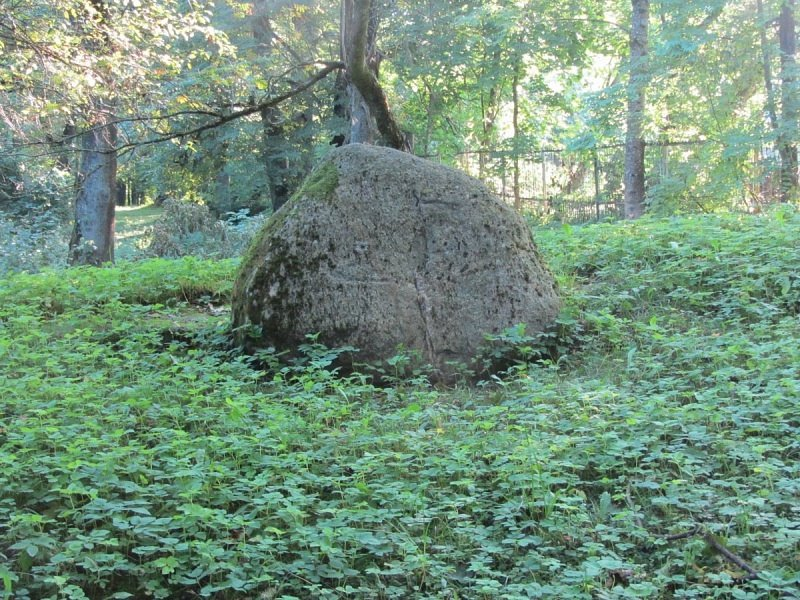
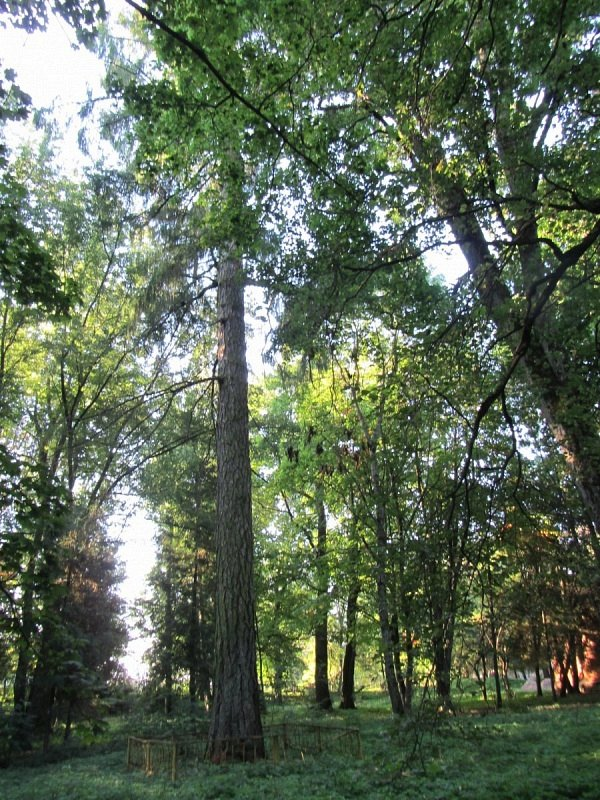
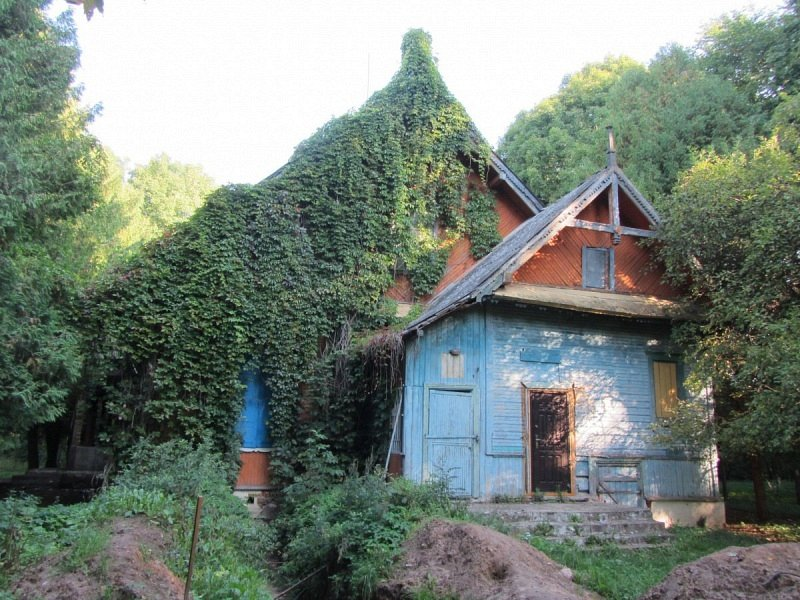